# Miracle Fly
「Miracle Fly」（ミラクル・フライ）は、栗林みな実の19作目のシングル。2009年4月22日にLantisから発売された。

## 概要
「Miracle Fly」は、テレビ東京系アニメ『宇宙をかける少女』の後期オープニングテーマ。

## 収録曲
全作詞：栗林みな実
1. Miracle Fly
作曲・編曲：菊田大介
2. Little Promise
作曲・編曲：黒須克彦
3. Miracle Fly (off vocal)
4. Little Promise (off vocal)